# Ens (Países Baixos)
Ens é uma aldeia na província neerlandesa da Flevolândia. Faz parte do municipio de Noordoostpolder, e está ao sudeste de aproximadamente 10 km de Emmeloord.
Em 2009 Ens tinha 3104 habitantes. A área era de 0.57 km², com 846 residências.

## Transporte Público
Não há nenhuma estação ferroviária em Ens, e a estação mais próxima é em Kampen.